# Paul Beickert
Paul Beickert (* 4. März 1912; † 19. März 1999 in Karlsruhe) war ein deutscher HNO-Mediziner und Hochschullehrer.

## Leben
Paul Beickert studierte an der Universität München Medizin. 1931 wurde er Mitglied des Corps Arminia München. Er wechselte an die Universität Jena, wo er 1936 zum Dr. med. promoviert wurde. Nach dem Zweiten Weltkrieg ging er zum Universitätsklinikum Freiburg in die HNO-Klinik von Fritz Zöllner. 1953 habilitierte er sich an der Universität Freiburg in Oto-Rhino-Laryngologie. 1958 ernannte ihn die Universität Freiburg zum außerplanmäßigen Professor. 1965 erfolgte seine Wahl zum Chefarzt der HNO-Klinik im Städtischen Klinikum Karlsruhe, die er bis 1977 leitete, als er in den Ruhestand eintrat.
In seiner klinischen Tätigkeit konzentrierte sich Beickert auf gehörverbessernde Operationen, Allergologie, das vegetative Nervensystem und die Innenohr-Physiologie.

## Schriften
- Ueber die Oxydation von Urobilin in alkalischer, neutraler und saurer Lösung, 1936
- Klinische und tierexperimentelle Untersuchungen über die vegetative Innervation im Kopf- und Armbereich, unter besonderer Berücksichtigung des Ohres, 1953
- Zur Wirkung der Stellatumblockade, 1953
- Hals-Nasen-Ohren-Heilkunde Band 3, Teil 2. Ohr: Akute Entzündungen und Komplikationen. Neurologische und neurochirurgische Untersuchungsmethoden. Chronische Entzündungen und operative Behandlung. Hörverbessernde Operationen. Menièresche Erkrankung, 1966